# 学研キッズネット

学研キッズネット（がっけんキッズネット、Gakken Kids Net）は、ワン・パブリッシングが運営する主に子供を対象として、さまざまな情報や、フォーラムやチャットなどの交流場を提供するウェブサイト。また、保護者や教員向けの情報コンテンツもある。略称はキズネ。
1996年、学習研究社（のち学研ホールディングス）により開設された。2009年3月をもってキズネ倶楽部は廃止され、その後はキズネ子倶楽部という新たなコミュニティサイトへ移行。同年10月に学研の組織改編が行われたことにより、学研教育出版の運営となった。2015年10月の3社合併に伴い、学研プラス（のちGakken）の運営となった後、2020年7月からは学研プラスと日本創発グループの合弁で設立されたワン・パブリッシングが運営業務を受託している。
本項では、2009年3月までのコミュニティサイト（キズネ倶楽部）に関する解説を中心に記述する。

## 内容
一定年齢（後述）以下を対象としたチャットやフォーラムがあり、色々な会話がなされている。他にもゲーム・学習・教育などのコンテンツや、プレゼントコーナーがある。
2008年12月時点では月650万のPVがあり、うちトップページは月15万PVである。ユーザー属性は、会員数4万人、性別では男性40%、女性60%、地域別では関東32%、関西19%、中部・東海16%、その他33%、学年別では小学1～3年10%、小学4～6年45%、中学1～3年40%、その他5%である。

## 歴史
学研キッズネットは、1999年4月、学習研究社により作成された。当時は、チャット、フォーラムともにCGIを用いたものであったが、後に、チャットについては、CGIを用いたものからJavaアプレットを用いたものに変更された。
2004年8月2日、学研キッズネットは大幅にリニューアルされた。チャットとフォーラムの参加型コンテンツは、キズネ倶楽部の管轄となり、そのほかにも、チャットのJavaアプレットを用いたものからCGIを用いたものへの変更、フォーラムの改良も行われた。それまで1つだけだったチャットは、初心者向けの「はじめましてチャット」と常連向けの「わいわいチャット」の2つになった。なお、この変更に当たっては当初は管理者側はチャットを4つにする予定だったが、それを管理者（フォーラムマスター）がチャットにて伝えたところ、利用者から「多すぎる」との声が出たため、2つに減らされたという経緯がある。
このキズネ倶楽部も2009年3月をもって閉鎖され、同年4月より後継のキズネ子倶楽部が誕生した。

## キズネ子倶楽部（コミュニティサイト）
キズネ子倶楽部（キズネこくらぶ）は、2009年4月より開始された、キズネ倶楽部の後継にあたるサイトである。

### キズネ倶楽部との互換性
キズネ倶楽部とは全く別のコミュニティサイトという扱いとなり、キズネ倶楽部のIDではログインはできない。キズネ倶楽部の、ユーザにより投稿されたデータも受け継がれず削除され、全く新しいものとなる。

## キズネ倶楽部（コミュニティサイト）
キズネ倶楽部（キズネくらぶ）は、キッズネットのコンテンツのうち、チャットとフォーラムを置いているサイト名で、利用者同士のコミュニティのためのサイトである。

### キズネ倶楽部の歴史
2004年8月2日、学研キッズネットの大幅リニューアルに伴い、キズネ倶楽部という新サイトが設けられた。「キズネ」という用語はそれまで非公式の略語だったが、よく使われるのでついに公式サイト名にも使用された形である。それまでのフォーラム内容は凍結された。
2007年3月28日に、同窓会フォーラムが設置された。ここに限って年齢上限がなく発言可能である。
2007年7月26日に、フォーラムのリニューアルが行なわれた。それまでのフォーラム内容は維持されたままである。

### キズネ倶楽部の閉鎖
キズネ倶楽部は、2009年3月末日をもって閉鎖し、キズネ子倶楽部がその後継となる。閉鎖の理由に関してスタッフは、「サービスを展開するための発展的終了」と曖昧な公表しかしていない。
キズネ倶楽部の閉鎖後、現存するチャットは利用できなくなり、フォーラムへの投稿または閲覧はできなくなる。

### 会員
学研キッズネットは、会員制であり、登録は無料である。会員になると、「キズネ倶楽部ニュース」というメールマガジンが不定期に配信される。会員には「jme12345」のような会員番号が付与され、会員になった時期によって会員番号の数字や頭部のアルファベットが異なり、それを見ることによってどの時期の参加者かがある程度推測できる。現在のjmeの前はcjv、pdvなどの記号が付与されており、それは古参のユーザーである証ともなっている（trm（とるモンの会員）やcck（キッズキャンパスの会員）もまれにある）。スタッフからの発表はないが、2006年時点で会員番号がjme50000を超えているため、登録会員数は5万人を超えていると憶測される。
会員申し込みをするとIDとパスワードを書いた書類が自宅まで郵送されてくるという形式を取っており、インターネット上で申し込んですぐ使えるようになるわけではない。その分、架空名義での登録がしにくくなっている。
フォーラムやチャットで発言が可能な会員は一定年齢以下のみであり、一定年齢以上の人の場合は閲覧のみ可能である（上述の同窓会フォーラムを除く）。年齢制限については、キズネの公式表記においても、「18歳未満」と「19歳未満」の2通りがあるが、実際は19歳未満という形で運用されている。年齢制限に達し、サーバーで書き込みが出来ないように設定された会員を、「サポーター会員」という。なお、年齢制限は誕生日が来るとすぐに機能するわけではなく、ある時期にまとめて書き込み不可に変更される。そのため19歳以上でもしばらく書き込めているケースもある。2005年までは年齢制限は会員の自主的な行動に任されていたが、現在では毎年3月末にサーバー上で自動的にサポーター会員に以降となる（ただし2006年は7月に遅延した）。
会員以外にも、まれにフォーラムマスターやアドバイス担当の「テズ」など他数名のスタッフが話題に参加することもあり、一部ではふとした誤記から「あにように」というキャラクターが生まれ、その誤記メールを送信したスタッフは自らのハンドルネームを「あにように」とするなど、個性的なキャラクターとして人気を呼んでいる。

### ニックネーム
キッズネットの会員は会話時には固定されたニックネームを使用する。通常の掲示板のように、発言のたびに名前を変えることは不可能である。ただし、変更申請は可能であるため、よく変更するユーザーもいる。変更に当たっては最低3ヵ月の間隔が必要であり、むやみに変更することはできない。
ニックネームを変更しても、会員番号はそのままであるため、誰と過去の誰が同一人物であるかは気づかれる場合もある。

### 閲覧
2004年の半ばごろまでは、フォーラムについては非会員の閲覧が不可能であったが、チャットについては誰でも閲覧可能であった。しかし、6月に発生した佐世保小6女児同級生殺害事件の影響もあって、チャットも非会員の閲覧が不可能となった。
サイバーキッズ共和国と違い、利用時間帯に制限はない。しかし夜2時から朝6時はほとんど書き込みがない。また朝8時から午後3時ごろまでも、多くの会員が学校にいっている時間帯であるため、やや閑散としているが、会話がないわけではない。

### チャット
初期はCGIチャットで、今とは違いニックネームを入室時に変更できるようになっていた。
その後、ニックネームは予め登録されたものを使用するように変更された。
また、このころには既に「発言ランキング」があった。
後にJavaアプレットを使用したチャットに変更。同時に発言ランキングが廃止。Javaアプレットを使用したチャットにしたことにより、伝言板、連続発言が可能になったが、その為荒しが急増。伝言板はセキュリティ上の問題によりのちに廃止。他、MacintoshなどのWindows以外のOSでの動作確認がとれなかった為、Javaチャット廃止。Javaチャットでは、文字をクリップボードに取り込めない（コピーできない）ため、URLが紹介されても、行くには手で打たなければならなかった。また、ウィンドウズでも場合によってはJava機能のインストール具合に問題があったりして使えない場合もあった。また、入室時のIDとパスワードを記憶する機能がないため、毎回手入力をせざるを得なかった。
そしてCGIチャットに戻る。発言ランキングも復活。CGIチャットになり、Macintoshでチャットを使用できるようになり、発言後一定時間（約3秒と思われる）次の発言ができなくなった。初心者用、交流用の2つのチャットが用意されている。現在は、CGI技術を用いたチャットである。ただ、古いバージョンのInternet Explorerでは使えない、などの問題がある。
Java時代からそうであったが、各ユーザーが自由に名前や発言の色を指定できる。現行チャットでは文字の大きさも指定可能になり、また一旦退室しなくてもそれらを変更できるようになった。なお、Javaチャット時代、一番薄いレモン色を指定するユーザーの発言はディスプレイによってはほとんど見えなかったりして、目がチカチカするという意見があったが、○年○月○日からもう少し落ち着いた色セットに変更された。また、小さな顔アイコンを発言に併記することも可能である。これも旧チャット時代からあったが、現行チャットになってからサイズが小さくなった。
チャットには無視機能（受信拒否機能）があり、参加者リストの特定人物をクリックすればその人物の発言が画面に表示されなくなる。
会員であれば、入室しなくてもチャットを閲覧できる。また、はじチャとみんチャの両方に入室することは出来ず、片方入室時にもう一方に入室すると、自動的に別な方が退室となる。
なお、過去ログは数十行で消去されるため、どうしても保存したい発言は手作業のスクリーンコピー機能やキャプチャソフトなどを使用して保存しなければならない。
チャットでの会話中、個人的に話をしたくなった相手とは、MSNやヤフーのメッセンジャーを利用しての会話に切り替えるケースも見られる。またスカイプの普及以降は、スカイプの利用者も増えている。

### わいわいフォーラム
チャットよりも長く残る会話をする場所である。ここでの発言は、一定期間発言のないスレッドからなくなっていく。その日数は各フォーラムによって10日から360日まで決められている。
フォーラムでは画像を添付することも可能であり、特にオリジナル画像投稿フォーラムでは自作画像であふれている。
パスワード制であるため、検索エンジンに内容が補足されることは一切ない。
人気スレッドランキングが存在する。チャットの発言ランキングと違ってスコア付きである。一時期算定基準が変更された。

#### フォーラムの話題別区分
フォーラムには話題別にいくつかの物があり、以下のような多彩なフォーラムがある。季節限定で「夏休み自由研究なんでもフォーラム」などが設けられることもある。
2007年7月26日にフォーラムのリニューアルが行なわれた。以下、「新設・廃止」表記があるものは、同窓会フォーラム以外その時のものである。
- 初心者系
  - あいさつフォーラム
  - プロフィールフォーラム
  - 初心者のための質問フォーラム（廃止）

- 話題系
  - ディスカッションフォーラム
真面目な議論をするためのフォーラム。
  - なんでもフォーラム（なんフォ）
書き込みの量が多く、さまざまな話題であふれている。
  - 小学生のなんでもフォーラム（新設）
  - 中高生のなんでもフォーラム
  - ニュースフォーラム（新設）
  - おしゃべりフォーラム（新設）
  - つぶやきフォーラム（新設）
  - さよなら「キズネ倶楽部」！特設フォーラム（新設）
年齢制限がなく、18歳以上のユーザーも書き込みができる。
  - 4年生までのなんでもフォーラム（廃止）
  - 5・6年生のなんでもフォーラム（廃止）

- 趣味系
  - なりきりフォーラム
  - サークルフォーラム
  - 芸能人大好きフォーラム
  - マンガ・アニメ・ゲームフォーラム
  - スポーツフォーラム
  - 将来の夢語ろうフォーラム（旧 夢話そうフォーラム）
  - 本と映画のフォーラム
  - 音楽なんでもフォーラム
  - 学校生活なんでもフォーラム（新設）
  - 同窓会フォーラム（新設）
年齢制限なしフォーラムであるため、総合的な位置づけとなっている。
  - ペットフォーラム（廃止）
  - ワールドカップ特設フォーラム （7/31まで投稿可 現在廃止）

- 作品系
  - オリジナル小説投稿フォーラム
  - オリジナル画像投稿フォーラム
  - 日記・コラム・エッセイフォーラム（新設）

- 練習・サポート系
  - 書き込み練習フォーラム
  - スタッフへの質問フォーラム
  - なんでも質問フォーラム（新設）

#### フォーラムのスタイル
CGIのフォーラムから始まり、チャットがJavaアプレットに変わった時あたりにバージョン・アップ。スレッドの方式が変わり、記事の観覧が容易になった。はじめのフォーラムでは、一つのスレッドにはテキストオンリーで表示されていた。下記はどのような物だっかたを表す。
```
>>>～～が投稿しました。
>>>投稿内容・投稿内容・投稿内容・投稿内容・
>>>投稿内容・投稿内容・投稿内容・投稿内容・
>>>
>>～～が返信しました。
>>返信内容・返信内容・返信内容・返信内容・
>>返信内容・返信内容・返信内容・返信内容・
>>返信内容・返信内容・返信内容・返信内容・
>>
>～～が返信しました。
>返信内容・返信内容・返信内容・返信内容・
>返信内容・返信内容・返信内容・返信内容・
>返信内容・返信内容・返信内容・返信内容・
```

これは、学研キッズネットのユーザーの記憶を元に、このような「感じ」で書かれたものであり、当時も「～～が投稿しました。」と書かれていたかは不明。
現在のスレッドは、以下のように一つ一つの発言がセパレーターで分かれている。
```
(1)～～
発言内容 発言内容 発言内容

―――――――――――――――
(2)～～
発言内容 発言内容 発言内容

―――――――――――――――
(3)～～
発言内容 発言内容 発言内容

―――――――――――――――
```

書き込んだ本人が発言を削除することも可能。

### その他
昔はマッシュベースというコミュニティサイトが存在した。しかし、キズネには年齢制限があるため、マッシュ時代を知っているユーザーはかなり少ない。

## ゲーム・クイズ
以下のようなコンテンツがある。
- ゲームセンタープラネトロン
- 歴史クイズなど

## 学習コンテンツ
以下のようなコンテンツがある。
- キッズキャンパス図書館
- スクールエコネット
- キッズえいかいわ
- 知能アップスクール

## 教育コンテンツ
以下のような、教員や保護者向けのコンテンツがある。
- 特別支援教育WEBマガジン『自立を目指して』
特別支援教育の話題を扱っている。医療現場の話題を連載している「カルテに書かないこと」、相談の現場の問題を連載している「知っておきたい親心」、特色ある学校を取り上げている「学校・学級紹介」などがある。
- キッズキャンパスアカデミー 先生の教室 教育研究所ニュース
本来は学習コンテンツに分類されているページだが、教育分野のニュースが蓄積されている。
- 教育研究所
- 小学生白書